# اگیل اسکالاگریمسون
اگیل اسکالاگریمسون (اسکاندیناوی قدیمی : [ˈeɣelː ˈskɑlːɑˌɡriːmsˌson] ; ایسلندی مدرن :[ˈeijɪtl̥ ˈskatlaˌkrimsˌsɔ:n]‏ ; ح. 904 – ح. 995) شاعر جنگ عصر وایکینگ، جادوگر، دیوانه و کشاورز بود. او عمدتاً به عنوان ضدقهرمان حماسه ایگیل شناخته می‌شود. حماسه اگیل از نظر تاریخی دوره‌ای را از حدود ۸۵۰ تا ۱۰۰۰ روایت می‌کند پس از میلاد و گمان می‌رود بین سال‌های ۱۲۲۰ تا ۱۲۴۰ نوشته شده باشد آگهی.

## زندگی

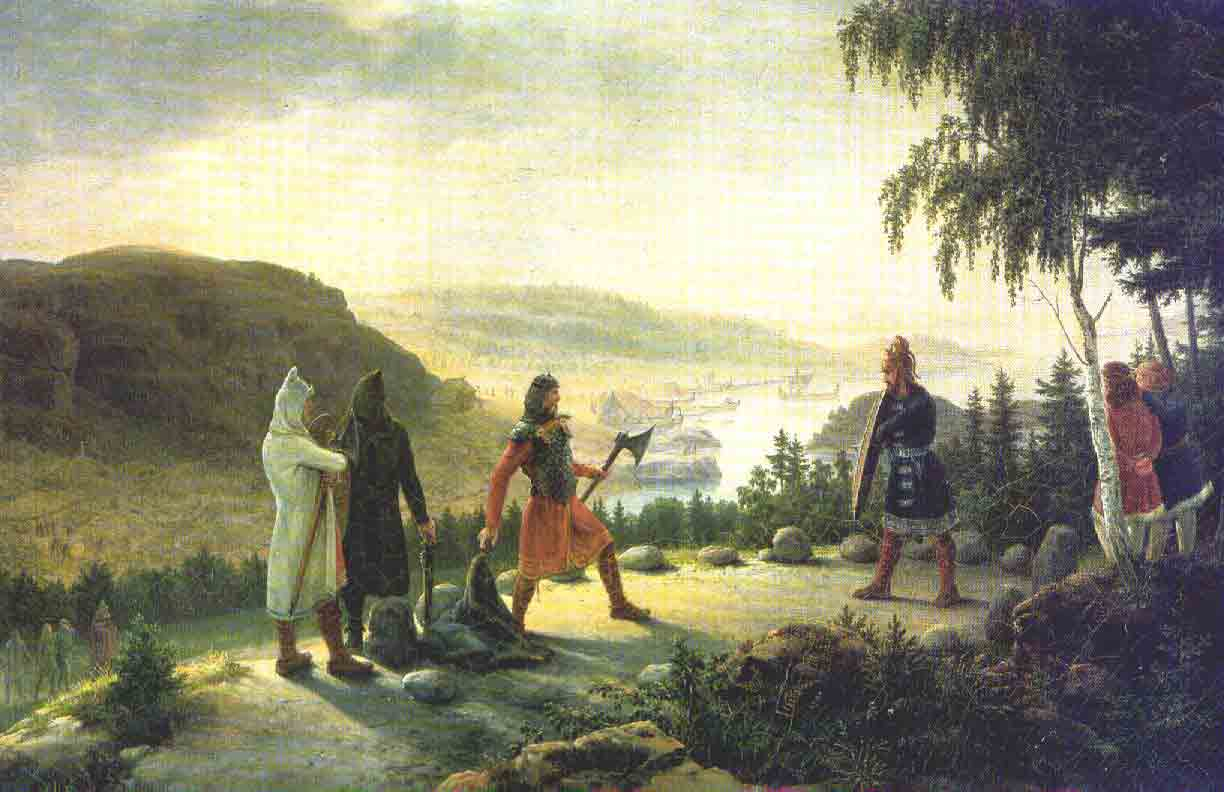
ایگیل درگیر هولمگانگ با برگ-اوندر. نقاشی از یوهانس فلینتو

ایگیل در ایسلند از خانواده اسکالا-گریمر کولدولفسون و برا ینگوارسدوتیر متولد شد. او نوه Kveld-Úlfr (که نامش به معنای «گرگ عصر» است) است. یکی دیگر از اجداد او، Hallbjörn، نروژی- سامی است.
Skalla-Grímr یک فرمانده محترم و دشمن مرگبار پادشاه هارالد فیرهر نروژ است. او به ایسلند مهاجرت می‌کند و در بورگ، جایی که تابوت پدرش در آن فرود می‌آید، ساکن می‌شود.
ایگیل اولین شعر خود را در سه سالگی سرود. او رفتارهای دیوانه‌وار از خود نشان می‌دهد، و این، همراه با توصیف سر بزرگ و غیرجذاب او، به این نظریه منجر شده است که او ممکن است از بیماری پاژه رنج می‌برد، که باعث ضخیم شدن استخوان‌ها و در نهایت منجر به نابینایی می‌شود.
در هفت سالگی، ایگیل در یک بازی با پسران محلی فریب خورده است. او با عصبانیت به خانه می‌رود، تبر تهیه می‌کند و با بازگشت به پسرها، جمجمه را تا دندان‌های پسری که او را فریب داده بود می‌شکافد. پس از اینکه برگ-اونندر اجازه نمی‌دهد ایگیل سهم ارث همسرش اسگریر را از پدرش مطالبه کند، اووندر را به مبارزه ای تن به تن در یک جزیره (<i id="mwQQ">هولمگانگا</i>) دعوت کرد. برگ-اوندر این چالش را رد می‌کند اما بعداً به همراه برادرش هاد توسط ایگیل کشته می‌شود. ایگیل بعداً قرار است آخرین برادران، آتلی کوتاه قد، را با گاز گرفتن گردن آتلی در حین هولمگانگر بکشد.
بعداً، اگیل پس از توهین شدید، باار آتلی، نگهدارنده پادشاه ایریک بلوداکس و یکی از خویشاوندان ملکه گانهیلدر را می‌کشد، که هر دو باقیمانده عمر خود را صرف تلاش برای انتقام می‌کنند. گانهیلدر که از نفرت غرق می‌شود، به دو برادرش، آیویندر براگارت و الفر آکسمان، دستور می‌دهد تا اگیل و برادرش شورولفر را که قبلاً با او رابطه خوبی داشت، ترور کنند. با این حال، ایگیل برادران ملکه را می‌کشد زمانی که آنها سعی می‌کنند با او مقابله کنند.
در بهار Þórólfr و Egill یک کشتی جنگی بزرگ را آماده می‌کنند و در امتداد مسیر شرقی (Austrvegr) یورش می‌برند، جایی که ثروت زیادی به دست می‌آورند و نبردهای زیادی دارند. در کورلند به مدت نیم ماه صلح می‌کنند و با مردان آن سرزمین معامله می‌کنند (فصل ۴۶).
در همان تابستان، هارالدر فیرهیر می‌میرد. برای اینکه جایگاه خود را به عنوان یگانه پادشاه نروژ تضمین کند، ایریکر بلاداکس دو برادر خود را می‌کشد. او سپس اگیل را در نروژ یک قانون‌شکن اعلام کرد. برگ-اوندر گروهی از مردان را برای دستگیری ایگیل جمع می‌کند، اما در تلاش برای انجام این کار کشته می‌شود. قبل از فرار از نروژ، ایگیل همچنین روگنوالدر، پسر پادشاه ایریکر و ملکه گانهیلدر را می‌کشد. سپس پادشاه و ملکه را نفرین می‌کند و سر اسبی را روی میله‌ای می‌گذارد و می‌گوید
"اینجا من یک قطب برپا کردم و این را علیه شاه ایریک و ملکه گانهیلدر اعلام کردم" — او سر اسب را به سمت سرزمین اصلی چرخاند — "من این را در ارواح زمینی آنجا و خود زمین اعلام می‌کنم. به طوری که همه گمراه خواهند شد، نه اینکه جای خود را حفظ کنند و نه پیدا کنند، تا زمانی که شاه ایریک و گونهیلدر را از این سرزمین بیرون کنند.» او میله níð را در صخره نصب کرد و آن را ایستاده رها کرد. او با چشمان اسب رو به روی زمین شد و روی تیرک رون‌ها حک کرد و تمام کلمات رسمی نفرین را گفت. (فصل ۵۷).
گانهیلدر همچنین اگیل را طلسم می‌کند و به او نفرین می‌کند که تا زمانی که دوباره ملاقات کنند احساس بی‌قراری و افسردگی کند.
به زودی پس از آن، Eiríkr و Gunnhildr مجبور می‌شوند توسط شاهزاده هاکون به پادشاهی نورثامبریا فرار کنند. در انگلستان ساکسون، آن‌ها در رقابت با پادشاه آتلستان انگلستان، پادشاه و ملکه نورثومبریا می‌شوند. با گذشت زمان، ایگیل در نورثامبریا غرق می‌شود و متوجه می‌شود چه کسی بر این سرزمین حکمرانی می‌کند. ایگیل به دنبال خانه دوست خوبش آرینبیورن می‌گردد، جایی که آنها خود را مسلح می‌کنند و به دربار ایریکر می‌روند. آرینبیورن به ایگیل می‌گوید: «حالا باید بروی و سرت را به پادشاه تقدیم کنی و پایش را در آغوش بگیری. من پرونده شما را به او ارائه خواهم کرد.» آرینبیورن پرونده ایگیل را ارائه می‌کند و ایگیل دراپای کوتاهی می‌سازد و آن را با پای ایریکر در دست می‌خواند، اما ایریکر تحت تأثیر قرار نمی‌گیرد. او توضیح می‌دهد که اشتباهات ایگیل نسبت به او بسیار بزرگتر از آن بود که به راحتی قابل بخشش باشد. گانهیلدر خواستار اعدام فوری ایگیل می‌شود، اما آرینبیورن پادشاه را متقاعد می‌کند که تا صبح او را نکشد.
آرینبیورن به ایگیل می‌گوید که باید تمام شب را بیدار بماند و یک شعر بزرگ باج‌گیری یا دراپای مناسب برای چنین پادشاهی بسازد، شعری در ستایش دشمنش. صبح اگیل به حضور پادشاه Eiríkr برمی‌گردد و دراپای بزرگ را می‌خواند. این منظومه بیست بیت بلند و باج در فصل ۶۳ حماسه اگیلس آمده است. ایریکر به قدری از کیفیت شعر شگفت زده می‌شود که تصمیم می‌گیرد به ایگیل جان بدهد، حتی اگر ایگیل پسر خود ایکر را کشته است. ماهیت پیچیده این اشعار، با متر و استعاره‌های پیچیده شعری (از جمله کنینگ)، و همچنین این واقعیت که آنها اغلب در مورد پادشاهانی بودند که به‌طور قابل اعتماد در اسناد تاریخی گواهی شده است، پایه ای برای این فرض فراهم می‌کند که آنها ممکن است توسط یک فرد تاریخی سروده شده باشند. واقعی Egill Skallagrímsson، که کم و بیش بدون تغییر از طریق سنت شفاهی از زمان نوشتن آنها تا نوشتن حماسه Egils. به نظر می‌رسد <i id="mwaA">حماسه ایگیلس</i> و برخی دیگر از حماسه‌های ایسلندی بر چارچوبی از چنین شعر پیچیده‌ای آویزان هستند، ستونی از حقیقت تاریخی.
ایگیل همچنین در نبرد برونانبره در خدمت پادشاه اتلستان می‌جنگد. برادرش Þórólfr در آنجا می‌میرد و اگیل به خاطر آن دو صندوق نقره از ایتلستان به عنوان غرامت دریافت می‌کند.
در نهایت، ایگیل به مزرعه خانوادگی خود در ایسلند بازمی‌گردد، جایی که در سیاست محلی نیرویی باقی می‌ماند. او تا هشتاد سالگی زندگی می‌کند، نابینا می‌شود و اندکی قبل از مسیحی شدن ایسلند می‌میرد. قبل از اینکه ایگیل بمیرد نقره خود را در نزدیکی موسفلسبر دفن می‌کند. او در آخرین اقدام خشونت‌آمیز خود، خدمتکارانی را می‌کشد که به او کمک می‌کنند تا گنجش را دفن کند.
هنگامی که یک کلیسای کوچک مسیحی در خانه خانوادگی ساخته می‌شود، جسد ایگیل توسط پسرش نبش قبر می‌شود و دوباره در نزدیکی محراب دفن می‌شود. بر اساس این حماسه، استخوان جمجمه نبش قبر شده با تبر مورد اصابت قرار گرفت و فقط سفید شد که نشان دهنده قدرت جنگجو بود، اما طبق یکی از تفسیرهای مدرن، ویژگی‌های بیماری پاژه را نیز نشان می‌داد.

## ظاهر فیزیکی
در فصل ۵۵ حماسه اگیل، ظاهر او به شرح زیر است
ایگیل با ظاهری درشت، پیشانی پهن، با ابروهای درشت، بینی نه دراز اما بسیار ضخیم، لب‌های پهن و بلند، چانه بیش از حد پهن بود، مانند فک‌ها. او گردن کلفتی داشت و شانه‌های بزرگی فراتر از مردان دیگر داشت، چهره‌های سختی داشت و در هنگام عصبانیت عبوس بود. او خوش هیکل بود، بیش از حد معمول قد بلندی داشت، موهایش خاکستری و پرپشت بود، اما زود کچل شد. او چشم سیاه و پوست قهوه ای داشت.

## موضوع
طبق حماسه اگیل، ایگیل دارای پنج فرزند با Ásgerðr Björnsdóttir است: Þorgerðr Egilsdóttir , Bera Egilsdóttir, Böðvar Egilsson, Gunnar Egilsson و Þorsteinn Egilsson. در سال‌های بعد، طایفه میرار ایسلند ادعا کردند که از او تبار هستند.
ایگیل علاوه بر اینکه جنگجوی بسیار قدرتمندی در منابع ادبی است، به خاطر شعرهایش نیز مورد تجلیل قرار می‌گیرد که بسیاری از مورخان آن را بهترین شاعر باستانی اسکاندیناوی می‌دانند و سوناتورک، دعوای پسرانش، «تولد غزلیات شخصی نوردیک» نامیده می‌شود. اشعار او همچنین اولین شعرهای نورس باستانی بودند که از قافیه پایانی استفاده کردند. آثار زیر به ایگیل نسبت داده می‌شود:
1. Aðalsteinsdrápa. درپا برای پادشاه آنگلوساکسون ایتلستان.
2. Höfuðlausn ("باج سر"، که گاهی اوقات به عنوان "باج سر" شناخته می‌شود)، که اگیل با آن جان خود را از Eiríkr Bloodaxe، که او را در انگلستان به اعدام محکوم کرده بود، خرید.
3. Sonatorrek ("از دست دادن یک پسر"). پس از مرگ پسرش Böðvar که در طوفان غرق شد.
4. Arinbjarnarkviða. تقدیم به همراهش آرینبیورن
5. اسکیالداردرپا.
6. برودرپا.
7. Lausavísur.
8. قطعات

| نسخه Þat mælti mín móðir , در mér skyldi kaupa پرواز ok fagrar árar, Fara á Brott Með Víkingum, standa upp í stafni، استیرا دیروم کنری، halda svá til hafnar هوگوا من باشه عنان. | ترجمه هرمان پالسون و پل ادواردز "مادر من می‌خواهد بهایی پرداخت شود برای خرید کشتی پرافتخار من بالا ایستاده در عقب برای غارت می‌گردم فرمانروای تنومند وایکینگ از این کشتی درخشان: سپس خانه به بندر پس از کندن یکی دو نفر." | ترجمه تحت اللفظی بیشتر (ویکی‌پدیا) «مادر من اینطور گفت که برای من باید بخرند یک بارک و پاروهای زیبا برای پیش رفتن با وایکینگ‌ها در عقب بایست، هدایت کشتی عزیز، برگزاری دوره برای بهشت، بسیاری از دشمنان را از بین ببرید." | ترجمه استفاده شده در وایکینگ‌ها (مجموعه تلویزیونی ۲۰۱۳) "مادرم به من گفت یه روزی می‌خرم یک گالری با پاروهای خوب و به سواحل دوردست سفر کنید. روی پرنده بایست، پوست نجیب من هدایت می‌کنم، یک مسیر ثابت به بهشت، دشمنان زیادی را احیا کنید." |

## رونز
ایگیل همچنین یک محقق رونز بود. تسلط ظاهری او بر قدرت جادویی آنها چندین بار در طول سفر به او کمک کرد. در طول یک جشن در آتلا-آیل، تلاش بارد برای مسموم کردن ایگیل شکست خورد که یک رونی که توسط ایگیل حک شده بود، فنجان مسموم او را شکست.
به درخواست یکی از همراهان، زنی بیمار را معاینه کرد. یک مالک زمین محلی، پس از اینکه از ازدواجش محروم شد، سعی کرده بود رونزهای عاشقانه کنده کاری کند. در عوض، او به اشتباه رون‌هایی را حک کرده بود که باعث بیماری می‌شد. ایگیل برای سلامتی رونهای متخلف را سوزاند و رونهای حکاکی کرد و زن بهبود یافت. او سپس شعری خواند که در آن اعلام کرد: «رونزها هرگز نباید قبر کنند/کسی که می‌داند آنها را نخواند».
در مورد زن جوان بیمار، اگیل دستور داد علاوه بر سوزاندن رونزها، او را از تخت بلند کنند و ملافه‌های قدیمی‌اش را دور بیندازند و ملحفه‌های نو جایگزین کنند. بهبودی سریع بود.
رونز همچنین توسط اگیل در طول بالا بردن قطب Nithing علیه پادشاه Eirik Bloodaxe و Queen Gunnhildr به کار گرفته شد.

## ایگیل در فرهنگ عامه
- آبجوسازی ایسلندی Ölgerðin Egill Skallagrímsson به نام او نامگذاری شده است.
- یک برنامه گفتگو در تلویزیون ایسلندی به نام نقره ایگیل وجود دارد که نام آن برگرفته از گنج پنهان اگیل است (عنوان نیز بازی با کلمات با نام مجری اگیل است)
- "نقره ایگیل" نیز نام ترانه ای از مگاس از اولین آلبوم او است.
- در انجمن برای آناکرونیسم خلاق Barony of Adiantum یک "مسابقه یادبود Egil Skallagrimsson" هر ساله در آخر هفته روز یادبود برگزار می‌شود.
- پول اندرسون رمان‌نویس (یکی از اعضای SCA) مادر پادشاهان را نوشت،[۱۱] یک فانتزی تاریخی با محوریت گانهیلدر و دشمنی طولانی ای که او، ایریکر و فرزندانشان با ایگیل داشتند. این رمان بر اساس Heimskringla و Egils Saga است.
- "Egil Saga" یک آهنگ در آلبوم Licht از گروه آلمانی Faun است. اشعار از " Egils Saga " گرفته شده است و داستان دختری را که توسط رون‌ها بیمار شده است و چگونه Egil او را درمان کرده است.
- Egil Skallagrímsson شخصیتی در مجموعه داستانی داستانی تاریخی Saxon Stories اثر برنارد کورنول است که برای مدتی به عنوان دوست نزدیک و متحد اوترد از ببانبورگ خیالی در نورثامبریا ساکن می‌شود. مانند همتای تاریخی خود، او در نبرد برونانبره در کنار برادرش تورولفر و لرد اوترد می‌جنگد.